# Maximilian Schönherr

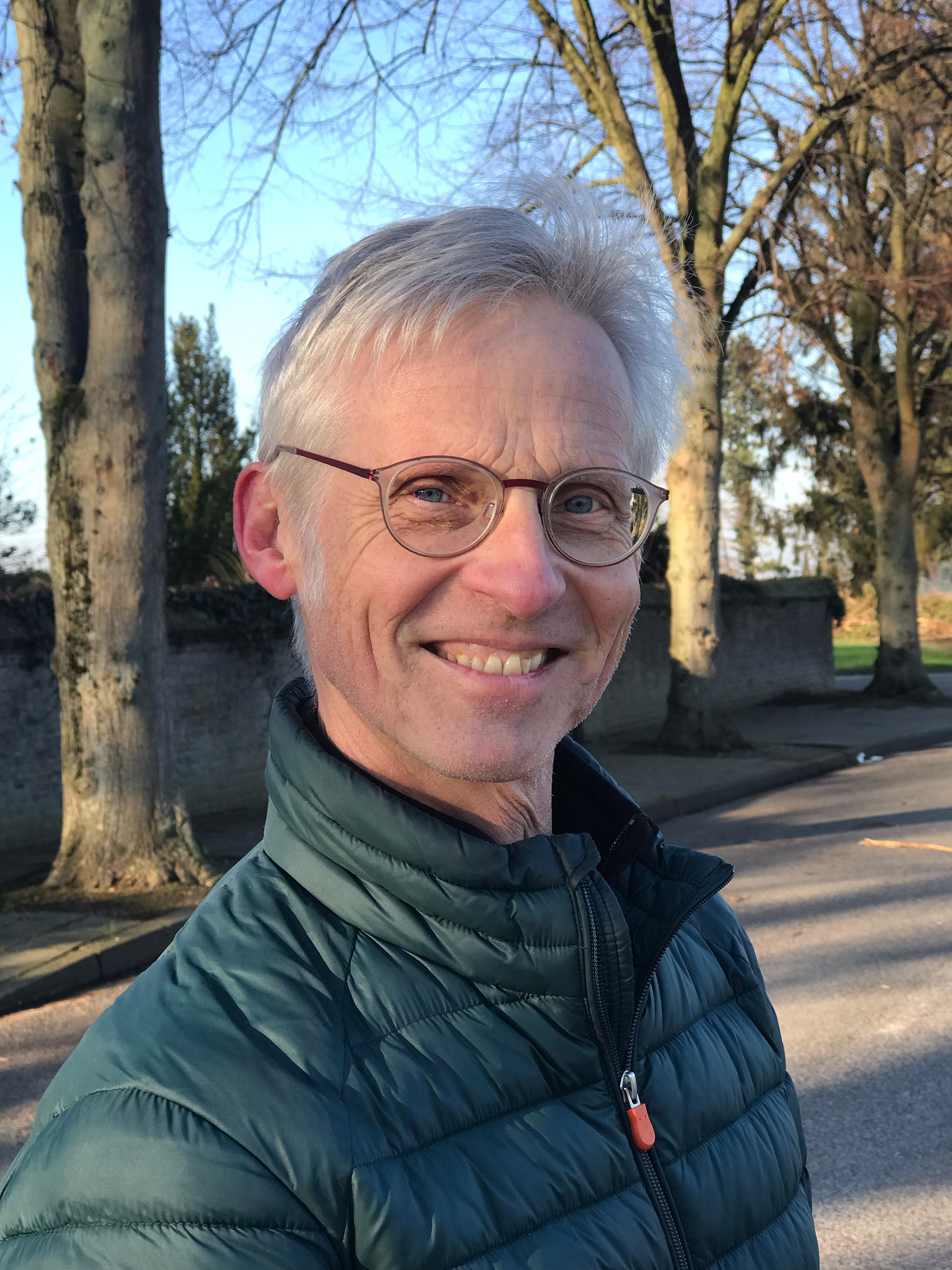
Maximilian Schönherr 2018

Maximilian Schönherr (geboren 27. Dezember 1954 in Haßfurt) ist ein deutscher Journalist.

## Leben
Nach dem Studium der Mathematik und Physik an den Universitäten Würzburg und München arbeitete er für den Bayerischen Rundfunk (u. a. Zündfunk). 1986 erhielt er für Bit, byte, gebissen, die erste Serie über Computer im ARD-Hörfunk, den Kurt-Magnus-Preis.  Seit 1995 arbeitet er regelmäßig für den Deutschlandfunk und den WDR. 2008 verlieh ihm die Charité den Medienpreis „Medizin – Mensch – Technik“ für das Radio-Feature „Smarties für die Prostata – IT-gestützte Visualisierungstechniken in der Medizin“. In den Jahren 2009 und 2014 erhielt er den Deutschen Hörbuchpreis für das beste Sachhörbuch.
Seine Beiträge im Deutschlandfunk sind u. a. im täglichen Hörfunkmagazin Forschung aktuell, dessen Samstagsausgabe Computer und Kommunikation und der Sonntagsausgabe Wissenschaft im Brennpunkt erschienen.
Seit 1987 schreibt Schönherr gelegentlich für das Computermagazin c't. Er verfasste mehrere Bücher zum Thema Computeranimation mit Maya und hatte 2001/2002 Lehraufträge für visuelle Kommunikation an der FH Aachen und der Filmakademie Ludwigsburg.

## Bücher
- Die Moral ist gut im Land (Gedichte), Die Gießkanne 1976
- Maya 3 Ästhetik & Technik von High-End 3D-Animationen, Addison-Wesley 2000
- Maya 4 Sketches. 30 Tutorials in 3D, Addison-Wesley 2001
- Maya 7 Die Referenz. Addison-Wesley, München/Boston 2005, ISBN 978-3-8273-2487-0.